# Oberes Glemstal
Oberes Glemstal ist ein Wohnplatz der Stadt Ditzingen im Landkreis Ludwigsburg.

## Geschichte
Die zwischen der Glems und der Straße nach Höfingen gelegene Häusergruppe wurde – noch ohne förmliche Anerkennung – im württembergischen Staatshandbuch von 1942 als Wohnplatz aufgeführt. Der Ditzinger Gemeinderat leitete per Beschluss vom 10. Januar 1961 das ordentliche Benennungsverfahren ein. Nach Zustimmung des Hauptstaatsarchivs, der Württembergischen Landesstelle für Volkskunde, des Statistischen Landesamts und des Landesvermessungsamts wurde die amtliche Ausweisung als Wohnplatz genehmigt und gemäß § 2 Abs. 4 der 1. Durchführungsverordnung zur Gemeindeordnung öffentlich bekanntgegeben.